# Hugo Ernesto Pérez
Hugo Ernesto Pérez Granados, född 8 november 1963 i Morazán, är en amerikansk fotbollstränare och före detta spelare. Trots att Pérez föddes i El Salvador så gjorde han 73 landskamper och 13 mål för USA:s landslag och spelade i VM 1994. 1991 blev han utsedd till årets spelare i USA och 2008 blev han medlem i National Soccer Hall of Fame.

## Meriter
San Diego Sockers
- North American Soccer League: 1985, 1986, 1988, 1989, 1990

FAS
- Salvadoran Primera División: 1995, 1996

USA
- CONCACAF Gold Cup: 1991